# Kokkeibon

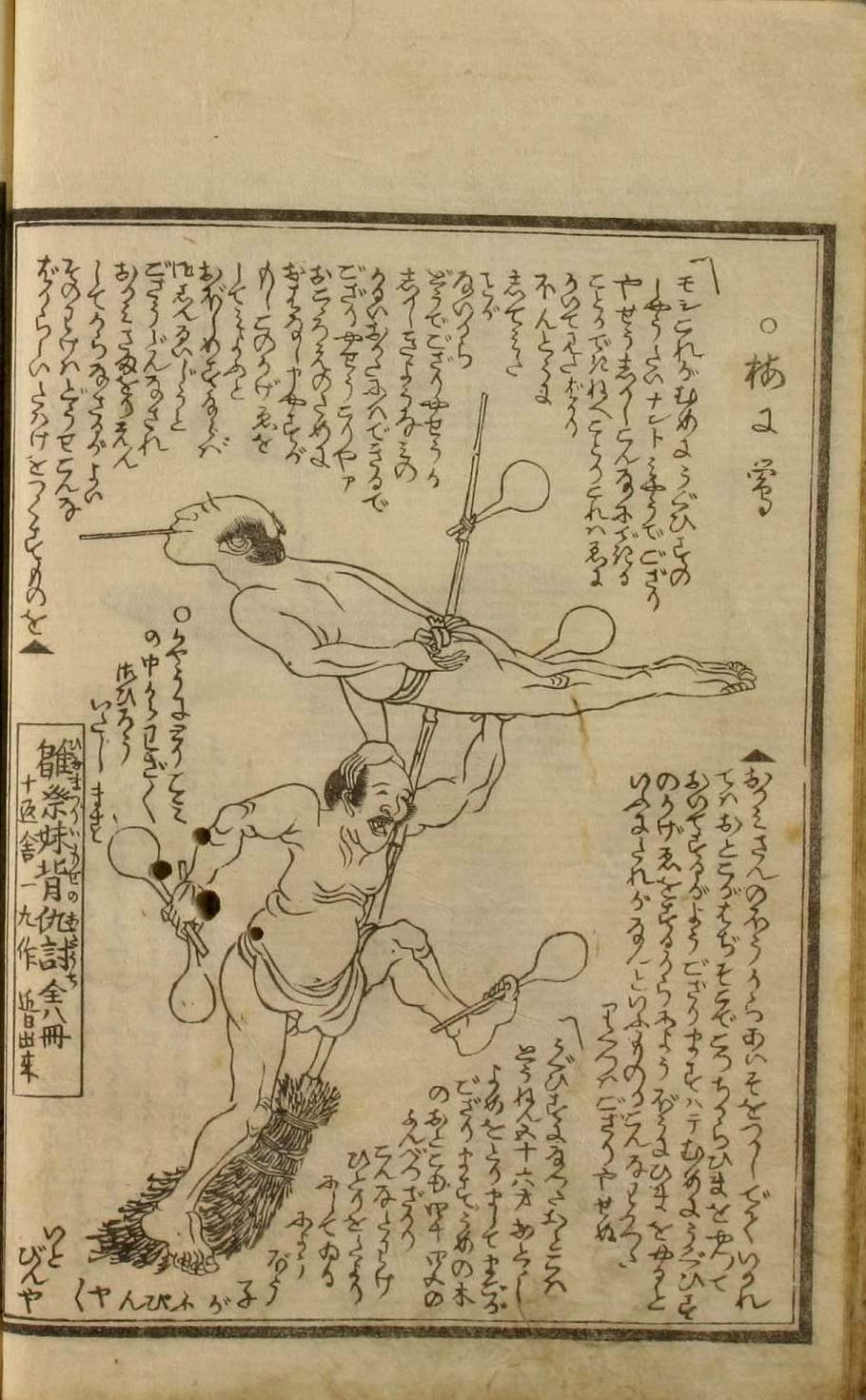
Kokkeibon

El Kokkeibon (en japonés: 滑稽本, literalmente « libro cómico») es un género típico de las primeras novelas japonesas modernas de finales del periodo Edo, siglo XIX que sucede al dangibon. El Tōkaidōchū Hizakurige (1802-1822) de Jippensha Ikku se considera su novela más representativa.
El kokkeibon se compone de un diálogo entre personajes principales e ilustraciones. Este género fue de gran éxito entre 1804 y 1830,.